# Aromadendrina
Aromadendrina (aromodedrina ou dihidrocaempferol) é um flavanonol, um tipo de flavonóide. Pode ser encontrado na madeira da Pinus sibirica.